# Ekmeleddin İhsanoğlu
Ekmeleddin İhsanoğlu, né le 26 décembre 1943 au Caire (Égypte), est un universitaire, diplomate, homme politique et écrivain turc, secrétaire général de l'Organisation de la coopération islamique, la deuxième plus grande organisation internationale après les Nations unies, de 2004 à 2014.

## Biographie
Issu d'une famille turque du Caire, Ekmeleddin İhsanoğlu étudie les sciences aux universités Ain Shams et al-Azhar et obtient son doctorat à l'université d'Ankara en 1974. Il est le fondateur du département d'histoire des sciences de la faculté des lettres de l'université d'Istanbul. 
Après une carrière diplomatique au service de son pays, il est élu secrétaire général de l'Organisation de la coopération islamique (OCI) en 2004 et occupe cette fonction entre décembre 2004 et janvier 2014.
Lors de la crise internationale des caricatures de Mahomet, il joue un rôle de premier plan en qualité de représentant du monde musulman. Le 14 février 2006, İhsanoğlu et Le haut représentant de l'Union européenne pour la politique étrangère, Javier Solana, se rencontrent officiellement pour mettre un terme à cette crise.
Le 15 janvier 2013, en tant que secrétaire général de l'OCI, Ekmeleddin Ihsanoglu, déclare l'intervention militaire française au Mali « prématurée » et réclame un cessez-le-feu. Le lendemain, il change sa position et affirme dans un communiqué son « soutien total » à l'opération et sa « solidarité avec la République du Mali »,.
Il est choisi comme candidat commun du Parti républicain du peuple (CHP, gauche) et du Parti d'action nationaliste (MHP, extrême droite) pour l'élection présidentielle turque qui se tient le 10 août 2014. Avec 38,44 % des voix, İhsanoğlu se place en deuxième position, loin derrière le vainqueur Recep Tayyip Erdoğan, qui l'emporte avec 51,79 %.
En juin 2015, il est élu député de la deuxième circonscription d'Istanbul sous la bannière du Parti d'action nationaliste[réf. nécessaire].
En avril 2018, il apporte son soutien à la décision de son parti de soutenir la candidature du président sortant Erdoğan à l'élection présidentielle turque de 2018.